# Ibizas flygplats
Ibizas flygplats (IATA: IBZ, ICAO: LEIB) (katalanska: Aeroport d'Eivissa; spanska: Aeropuerto de Ibiza) är en internationell flygplats på ön Ibiza i Spanien.

## Historik
Flygplatsen etablerades först som en tillfällig militär flygplats under det spanska inbördeskriget och den förblev öppen efter konflikten för användning som en nödflygplats. År 1949 började platsen användas för vissa inhemska och internationella turistflygningar, men stängdes 1951.
Det var inte förrän 1958 som arbetet med att återöppna flygplatsen inleddes som reaktion på den snabba utvecklingen av turismen på Balearerna, särskilt på grannön Mallorca. Flygplatsen öppnade igen den 1 april 1958 med då första destinationerna under det året var Palma, Barcelona, Valencia och Madrid.
Flygplatsen har expanderat successivt under de efterföljande decennierna med förbättringar av landningsbanor, taxibanor, parkeringsytor och terminaler utformade för att klara den växande flygturistmarknaden, som i slutet av 1990-talet genererade över 3,6 miljoner passagerare per år på flygplatsen.
Under 2011 hanterade flygplatsen över 5,6 miljoner passagerare och cirka 61 000 flygplansrörelser, en ökning med 11,9 procent respektive 8,4 procent jämfört med 2010. För 2022 hade beläggningen ökat till över 8,1 miljoner passagerare och cirka 80 700 flygplansrörelser.

## Flygbolag och destinationer
Följande flygbolag erbjuder reguljära reguljär- och charterflyg på Ibizas flygplats: 
| Flygbolag                     | Destinationer |
| ----------------------------- | --- |
| Aegean Airlines               | Säsong: Athens |
| Air Europa                    | Madrid, Palma de Mallorca Säsong: Bilbao |
| Air France                    | Säsong: Paris–Charles de Gaulle, Paris–Orly |
| ASL Fly Executive             | Säsong: Antwerp |
| Austrian Airlines             | Säsong: Vienna |
| Binter Canarias               | Säsong: Gran Canaria |
| Blue Islands                  | Säsong: Jersey |
| British Airways               | London–City Säsong: London–Gatwick, London–Heathrow |
| Brussels Airlines             | Säsong: Brussels |
| Chair Airlines                | Säsong: Zürich |
| Condor                        | Säsong: Frankfurt, Munich, Zürich |
| Corendon Dutch Airlines       | Säsong: Amsterdam |
| Discover Airlines             | Säsong: Frankfurt, Munich |
| easyJet                       | Säsong: Amsterdam, Basel/Mulhouse, Belfast–International, Berlin, Bordeaux, Bristol, Geneva, Lisbon, London–Gatwick, London–Luton, Lyon, Manchester, Milan–Malpensa, Nantes, Naples, Nice, Porto, Toulouse, Venice |
| Edelweiss Air                 | Säsong: Zürich |
| Eurowings                     | Düsseldorf Säsong: Berlin, Cologne/Bonn, Hamburg, Salzburg, Stuttgart |
| Iberia                        | Alicante, Palma de Mallorca, Valencia Säsong: León, Málaga, Menorca, Valladolid, Vigo |
| Iberia Express                | Madrid |
| Jet2.com                      | Säsong: Belfast–International, Birmingham, Bristol, East Midlands, Edinburgh, Glasgow, Leeds/Bradford, Liverpool (begins 3 May 2024), London–Stansted, Manchester, Newcastle upon Tyne |
| KLM                           | Säsong: Amsterdam |
| Lufthansa                     | Säsong: Frankfurt, Munich |
| Luxair                        | Säsong: Luxembourg |
| Neos                          | Säsong: Bologna, Milan–Malpensa, Verona |
| Norwegian Air Shuttle         | Säsong: Oslo |
| People's                      | Säsong: St. Gallen/Altenrhein |
| Ryanair                       | Alicante, Barcelona, Madrid, Málaga, Seville, Valencia Säsong: Bari, Beauvais, Bergamo, Berlin, Birmingham, Bologna, Bordeaux, Bristol, Charleroi, Dublin, Edinburgh, Eindhoven, Hahn, Leeds/Bradford, Liverpool, London–Stansted, Manchester, Marseille, Newcastle upon Tyne, Pisa, Rome–Fiumicino, Santiago de Compostela, Treviso, Toulouse, Turin, Vienna, Weeze |
| Scandinavian Airlines         | Säsong: Stockholm–Arlanda |
| SkyAlps                       | Säsong: Bolzano |
| Smartwings                    | Säsong charter: Prague |
| Swiss International Air Lines | Säsong: Geneva |
| TAP Air Portugal              | Säsong: Lisbon |
| Transavia                     | Amsterdam, Eindhoven Säsong: Brussels, Paris–Orly, Rotterdam/The Hague |
| Travelcoup                    | Säsong: Munich, Zürich |
| TUI Airways                   | Säsong: Belfast–International, Birmingham, Bournemouth, Bristol, Cardiff, East Midlands, Glasgow, London–Gatwick, London–Stansted, Manchester, Newcastle upon Tyne, Norwich Säsong charter: Dublin |
| TUI fly Belgium               | Säsong: Antwerp, Brussels, Ostend/Bruges |
| TUI fly Deutschland           | Säsong: Düsseldorf, Hannover |
| TUI fly Netherlands           | Säsong: Amsterdam |
| Uep Fly                       | Menorca, Palma de Mallorca |
| Volotea                       | Säsong: Asturias, Bilbao, Santander |
| Vueling                       | Alicante, Barcelona, Bilbao, Madrid, Málaga, Paris–Orly, Seville, Valencia Säsong: Amsterdam, Asturias, Geneva, Lisbon, Milan–Malpensa, Rome–Fiumicino, Santiago de Compostela |
| Wizz Air                      | Säsong: Katowice, Naples, Rome–Fiumicino |